# Comté de Pamlico
Le comté de Pamlico est un comté situé dans l'État de Caroline du Nord aux États-Unis.

## Démographie
D'après le recensement de 2000, la population était de 12 934 hab dont 5 178 ménages et 3 717 familles.
La répartition ethnique était de 73,17 % d'Euro-Américains, et 24,57 % d'Afro-Américains. Le revenu moyen par habitant était de 18 005 dollars avec 15,3 % vivant sous le seuil de pauvreté.
| 1880  | 1890  | 1900  | 1910  | 1920  | 1930  |
| ----- | ----- | ----- | ----- | ----- | ----- |
| 6 323 | 7 146 | 8 045 | 9 966 | 9 060 | 9 299 |

| 1940  | 1950  | 1960  | 1970  | 1980   | 1990   |
| ----- | ----- | ----- | ----- | ------ | ------ |
| 9 706 | 9 993 | 9 850 | 9 467 | 10 398 | 11 372 |

| 2000   | 2010   | - | - | - | - |
| ------ | ------ | - | - | - | - |
| 12 934 | 13 144 | - | - | - | - |

## Histoire
Le comté a été formé en 1872 à partir des comtés de Beaufort et de Craven. Il tient son nom de la baie de Pamlico qui le borde à l'est.
Il s'agit d'un comté essentiellement rural qui s'est développé grâce à un habitat résidentiel de bord de mer. La ville d'Oriental est connue pour être un grand centre d'activités de plaisance. Le comté est dans l'aire d'influence commerciale de la ville de New Bern, située dans le comté voisin de Craven.

## Villes

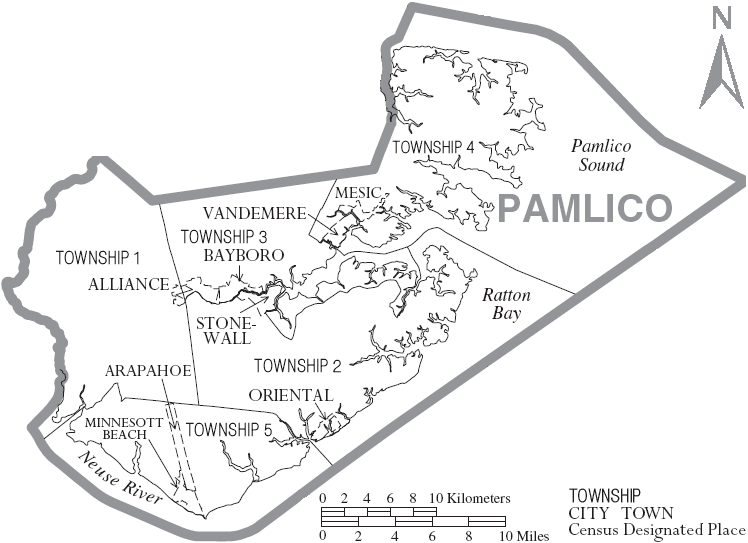
Structure administrative du comté

- Alliance
- Arapahoe
- Bayboro
- Grantsboro
- Mesic
- Minnesott Beach
- Oriental
- Stonewall
- Vandemere